# Demnea, Berejanî
Demnea (în ucraineană Демня) este un sat în comuna Pidvîsoke din raionul Berejanî, regiunea Ternopil, Ucraina.

## Demografie
Componența lingvistică a localității Demnea
     Ucraineană (100%)
Conform recensământului din 2001, toată populația localității Demnea era vorbitoare de ucraineană (100%).